# Chiesa di Nostra Signora del Carmelo (Ittiri)

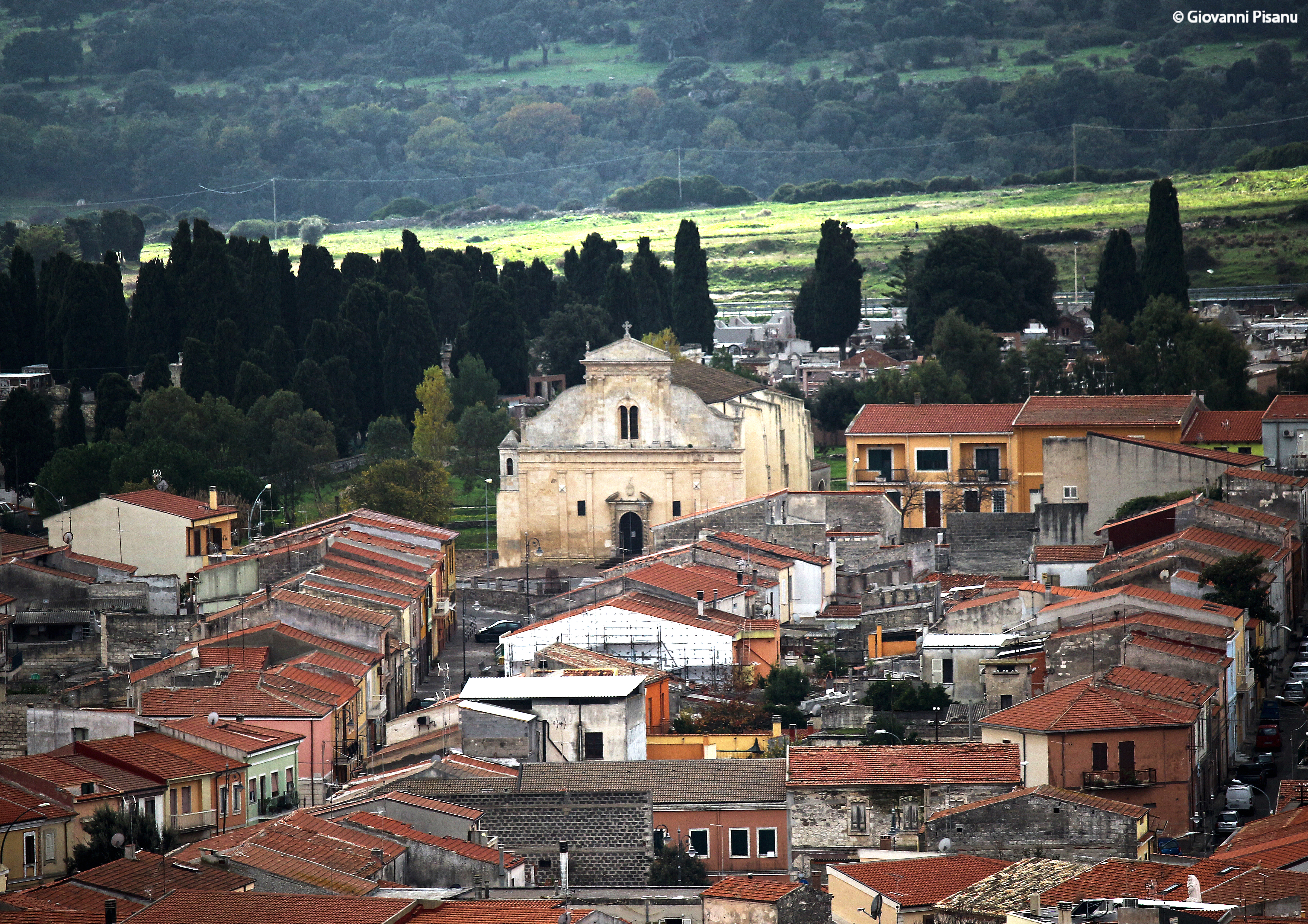
Nostra Signora del Carmelo

La chiesa di Nostra Signora del Carmelo è un edificio religioso situato a Ittiri, centro abitato della Sardegna nord-occidentale.
Edificata all'inizio del XVIII secolo, è consacrata al culto cattolico e fa parte dell'arcidiocesi di Sassari.

## Altri progetti

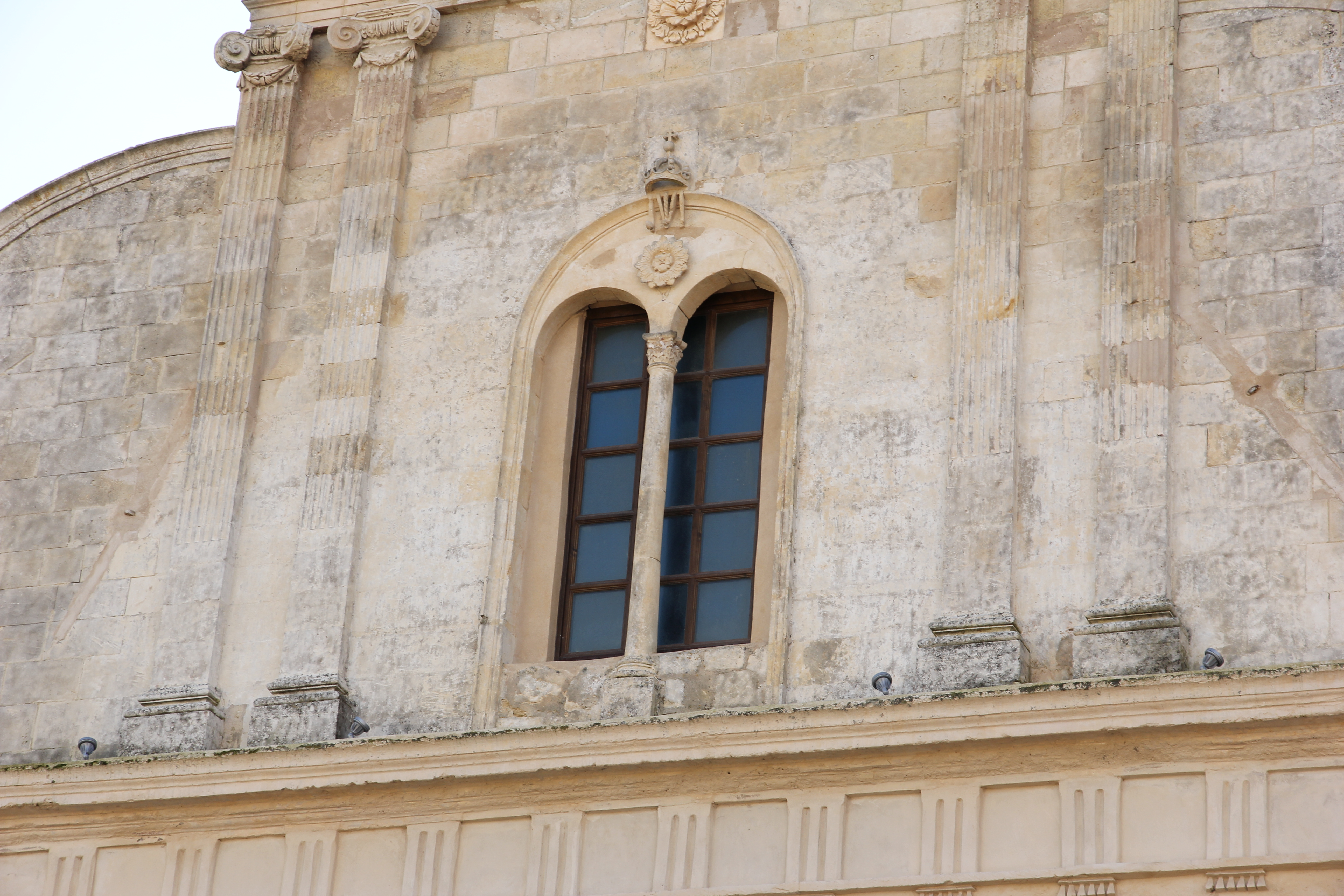